# صموئيل فيلتون
صموئيل فيلتون (بالإنجليزية: Samuel Felton)‏ هو رامي مطرقة أمريكي، ولد في 26 مايو 1926 في نيويورك في الولايات المتحدة، وتوفي في 24 ديسمبر 2015 في بار هربور في الولايات المتحدة.

## وصلات خارجية
- صموئيل فيلتون على موقع أوليمبيديا (الإنجليزية)